# Gajdy (Czerce)
Gajdy – część wsi Czerce w Polsce położona w województwie podkarpackim, w powiecie przeworskim, w gminie Sieniawa, w sołectwie Czerce
W latach 1975–1998 miejscowość położona była w województwie przemyskim.
Gajdy leżą przy drodze z Sieniawy do Czerc i obejmują 16 domów. 
W Gajdach znajduje się Gospodarstwo Agroturystyczne „Zielona Dolina”.

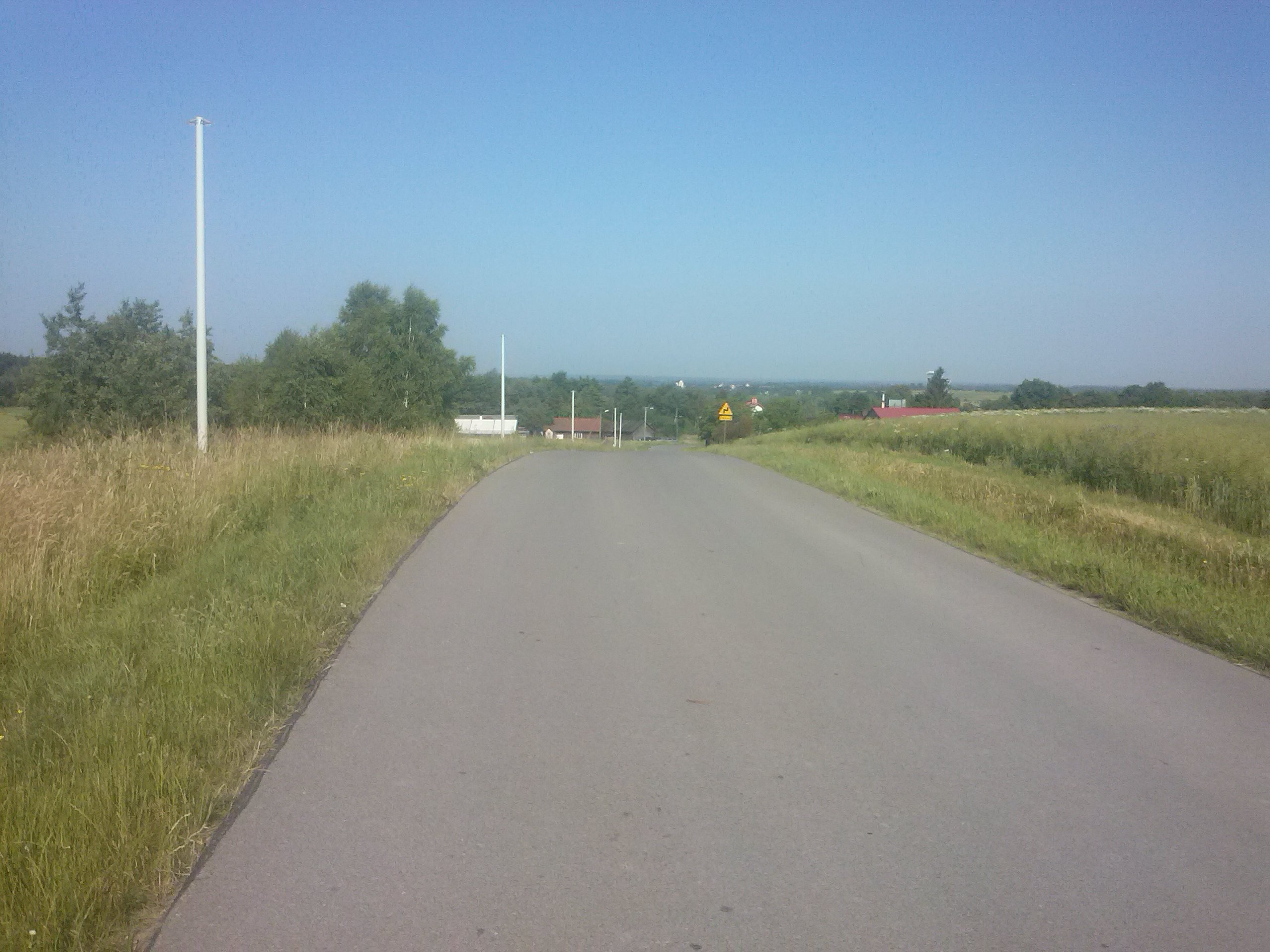
Droga Gajdy-Czerce